# Piet Eckert
Piet Fabian Eckert (14 de agosto de 1968) es un deportista suizo que compite en vela en la clase Star.
Ganó una medalla de oro en el Campeonato Europeo de Star de 2020. Participó en los Juegos Olímpicos de Barcelona 1992, ocupando el octavo lugar en la clase Star.

## Palmarés internacional
| \| Campeonato Europeo \| Campeonato Europeo \| Campeonato Europeo \| Campeonato Europeo \| \| Año \| Lugar \| Medalla \| Clase \| \| ------------------ \| ----------------------- \| ------------------ \| ------------------ \| \| 2020 \| Riva del Garda (Italia) \| Medalla de oro \| Star \| |                         |                |       |
| Campeonato Europeo |                         |                |       |
| Año | Lugar                   | Medalla        | Clase |
| 2020 | Riva del Garda (Italia) | Medalla de oro | Star  |